# Кейп-Баррен
Кейп-Баррен (англ. Cape Barren) — остров в архипелаге Фюрно в проливе Басса. Расположен к северо-востоку от побережья острова Тасмания. К северу от острова Кейп-Баррен расположен крупнейший остров архипелага Фюрно — остров Флиндерс. Численность населения в 2006 году составляла 268 человек.

## География
В ландшафте острова преобладают равнинные или холмистые низменности, а также гранитные горы девонского периода. На побережье расположены песчаные пляжи со скалистыми обрывами. На востоке острова — дюны и болота. Средняя высота гор Кейп-Баррена — 500-600 метров над уровнем моря. Высшая точка острова — гора Манро (687 м). Площадь — 478,4 км².
Растительный покров остров представлен преимущественно вересковыми пустошами, которые в значительной степени подвержены пожарам.
На Кейп-Баррене впервые был замечен единственный в Австралии туземный вид гуся - лат. Cereopsis novaehollandiae.

## История
Первое поселение на Кейп-Баррене появилось в начале XIX века, когда европейские охотники на тюленей привезли на остров женщин-аборигенов с острова Тасмания, которые должны были стать вынужденными работниками и жёнами. В 1850-х годах основным занятием местных жителей вместо промысла тюленей стало разведение овец, а сами жители вели смешанный уклад жизни: в нём прослеживались черты европейцев и аборигенов.
С 1866 года жители Кейп-Баррена просили передать остров в общинную земельную собственность на основании их аборигенных корней. Однако их просьбы постоянно отклонялись. Вместо этого в 1881 году здесь была основана резервация, в которой жило 80 человек. Согласно Закону о резервации на острове Кейп-Баррен 1912 года жители острова признавались аборигенами. Однако в 1951 года согласно политике государства по ассимиляции туземцев этот закон был отменён, и население снова было признано некоренным.
В период с 1940-х по 1970-е годы из-за безработицы и политики правительства по ассимиляции большая часть жителей Кейп-Баррена была вынуждена переселиться на другие острова в проливе Басса. В настоящее время на нём существует небольшое поселение численностью 268 человек (2006 год), в котором есть школа, почта, небольшие ясли, магазин и англиканская церковь. Взлётно-посадочная полоса Кейп-Баррена расположена примерно в 3 км от поселения, где также есть небольшая пристань.